# Culture des Hauts-de-France
La culture des Hauts-de-France reprend l'ensemble des différents aspects des cinq départements qui composent ladite région : à savoir l'Aisne, le Nord, l'Oise, le Pas-de-Calais et la Somme.

## Patrimoine architectural

### Architecture gothique
La région des Hauts-de-France possède une riche architecture gothique, particulièrement dans la Somme, l'Oise et l'Aisne, où cette production gothique s'illustre par la présence de six cathédrales dans ce style (cathédrales d'Amiens, Beauvais, Laon, Soissons, Noyon et Senlis). Avec celles-ci, on peut encore citer la basilique de Saint-Quentin, l'abbatiale de Corbie. En baie de Somme, la collégiale d'Abbeville et la chapelle de Rue sont des exemples remarquables d'architecture gothique flamboyante.

### Architecture castrale
Plusieurs châteaux remarquables sont parsemés dans la région parmi lesquels le château de Pierrefonds, le château de Chantilly, le château d'Olhain, le château de Rambures, le château d'Esquelbecq, le château de Compiègne, le château de Boulogne-sur-Mer, le château d'Hardelot et plus récemment, le château de Villers-Cotterêts, devenu cité internationale de la langue française.

Exemples de châteaux dans les Hauts-de-France
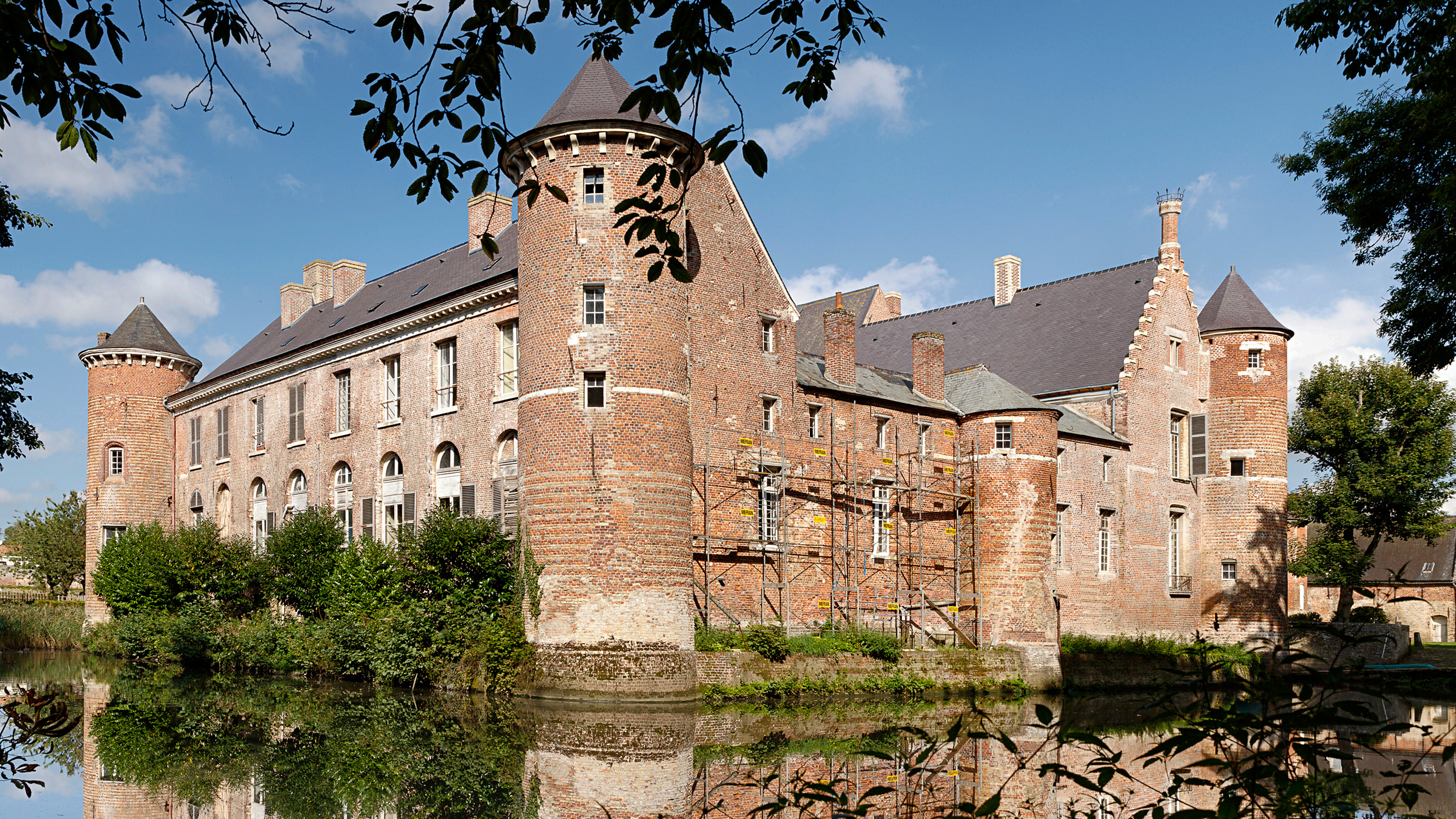
Château d'Esquelbecq
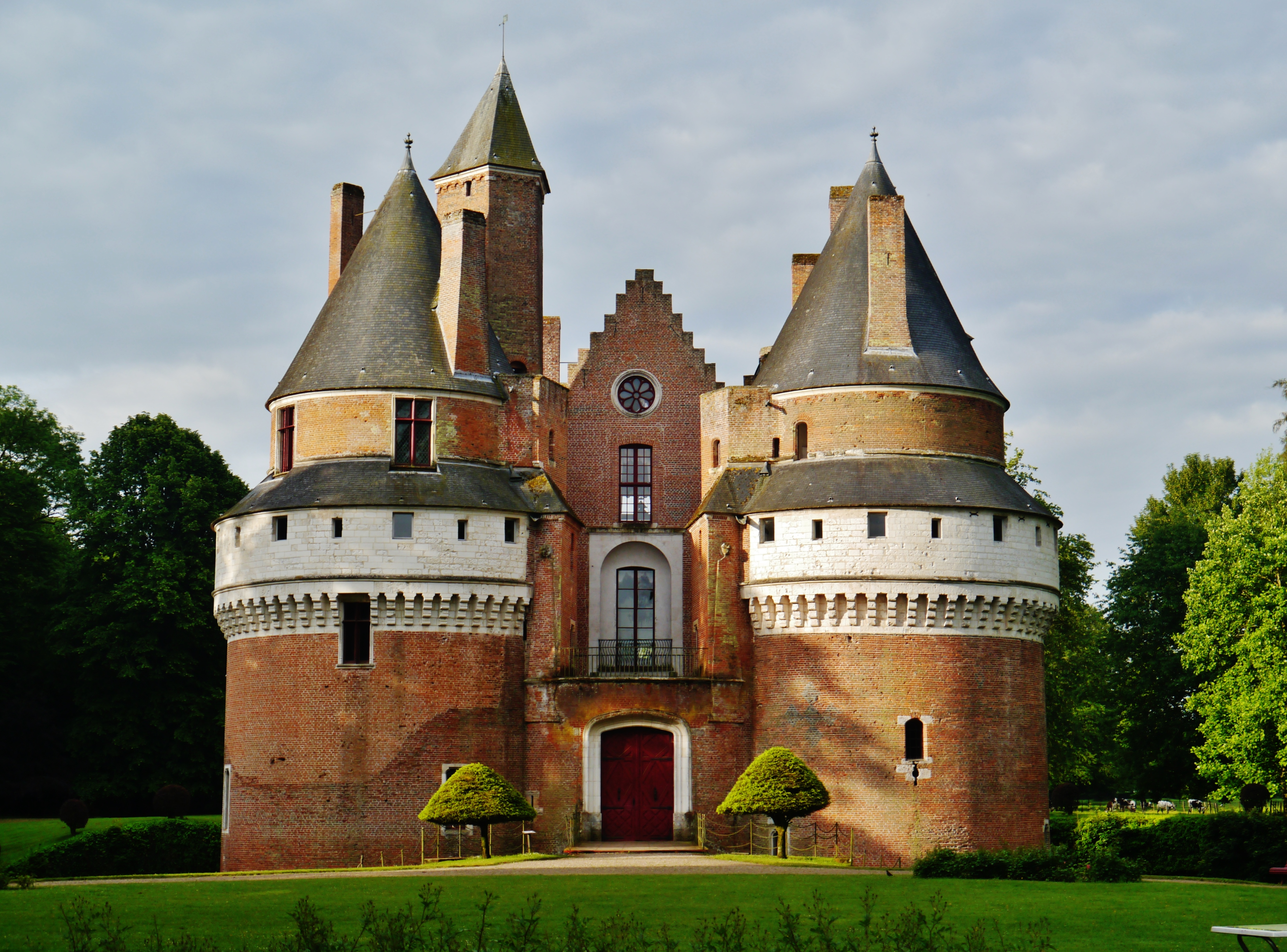
Château de Rambures
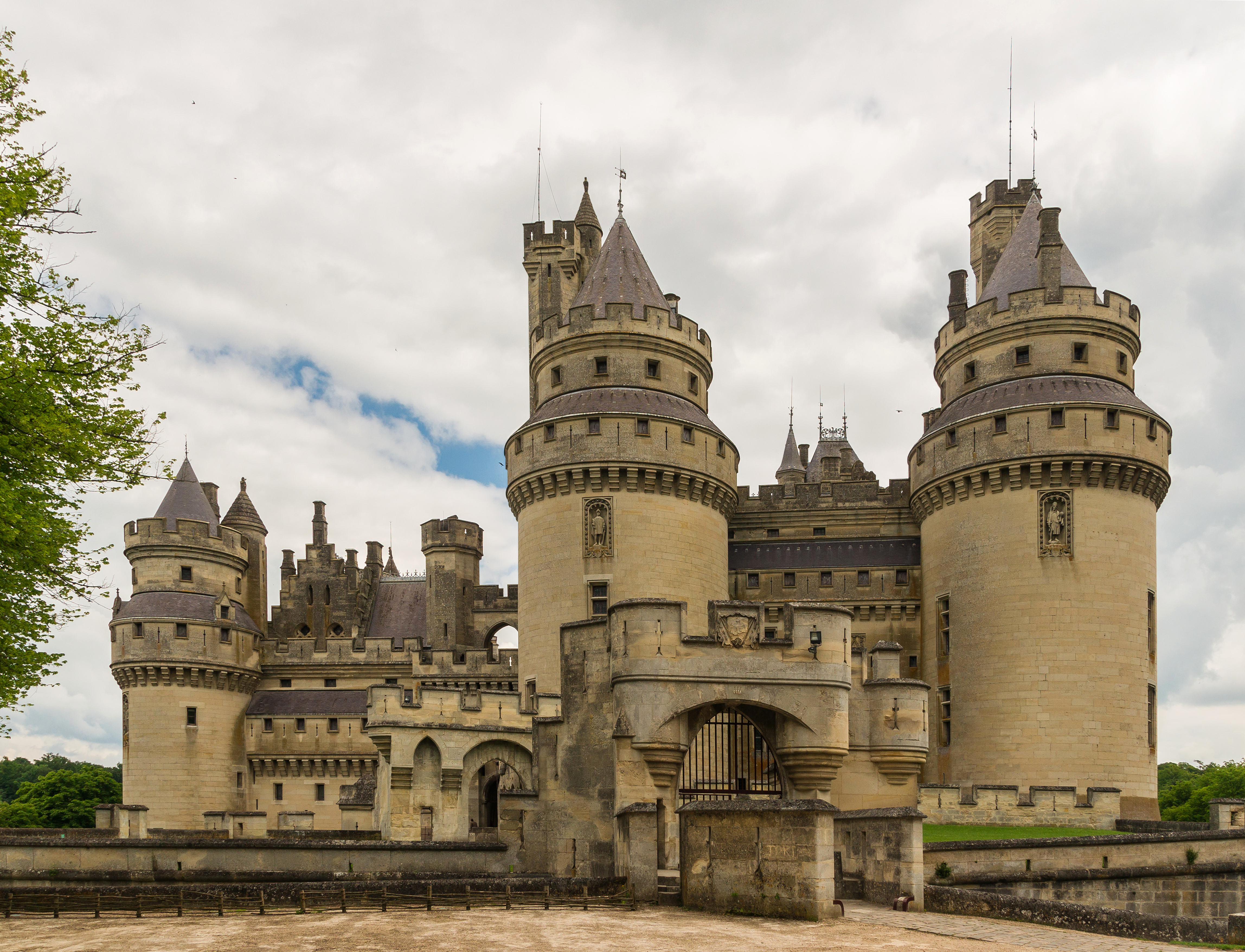
Château de Pierrefonds
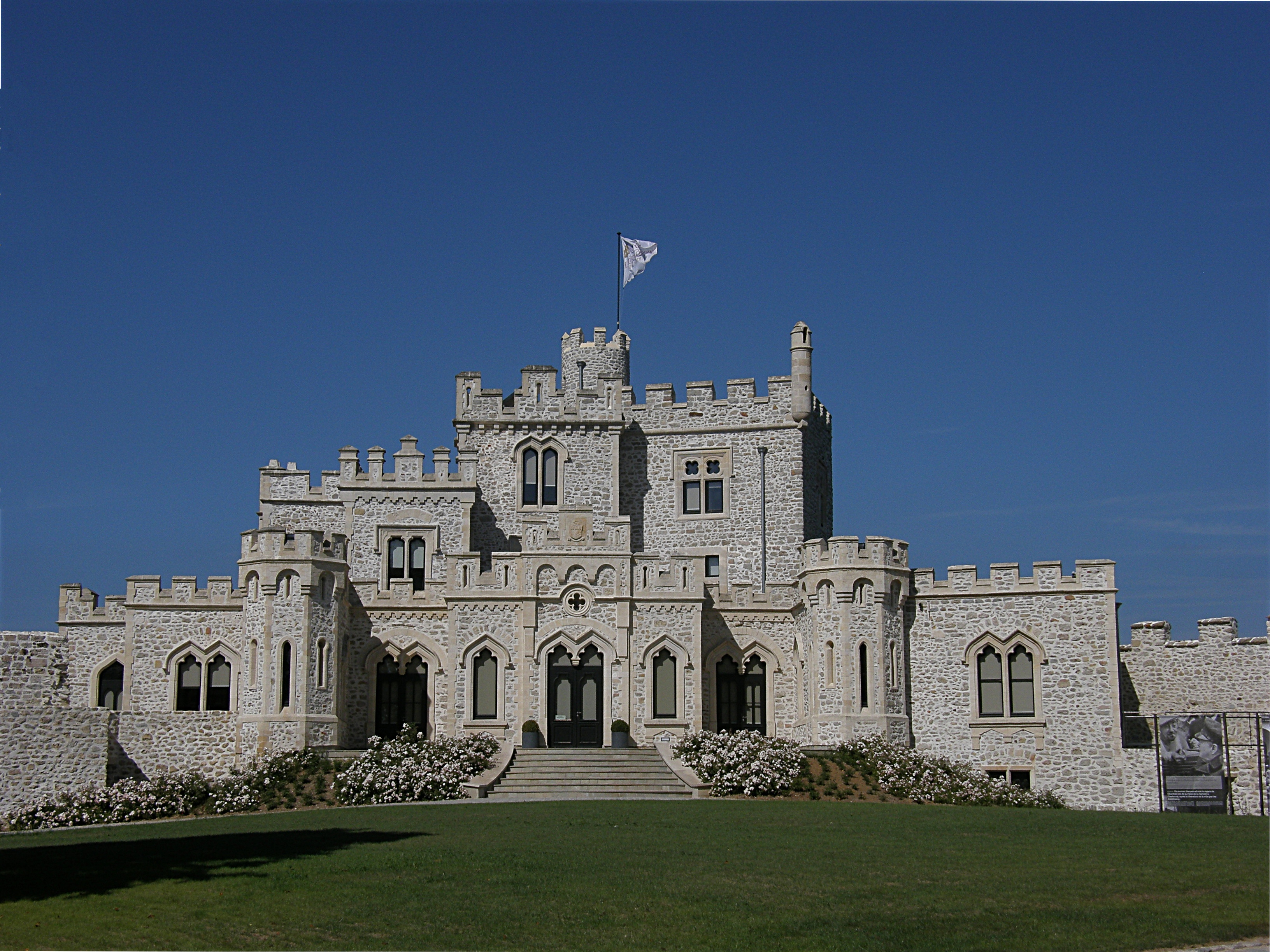
Château d'Hardelot
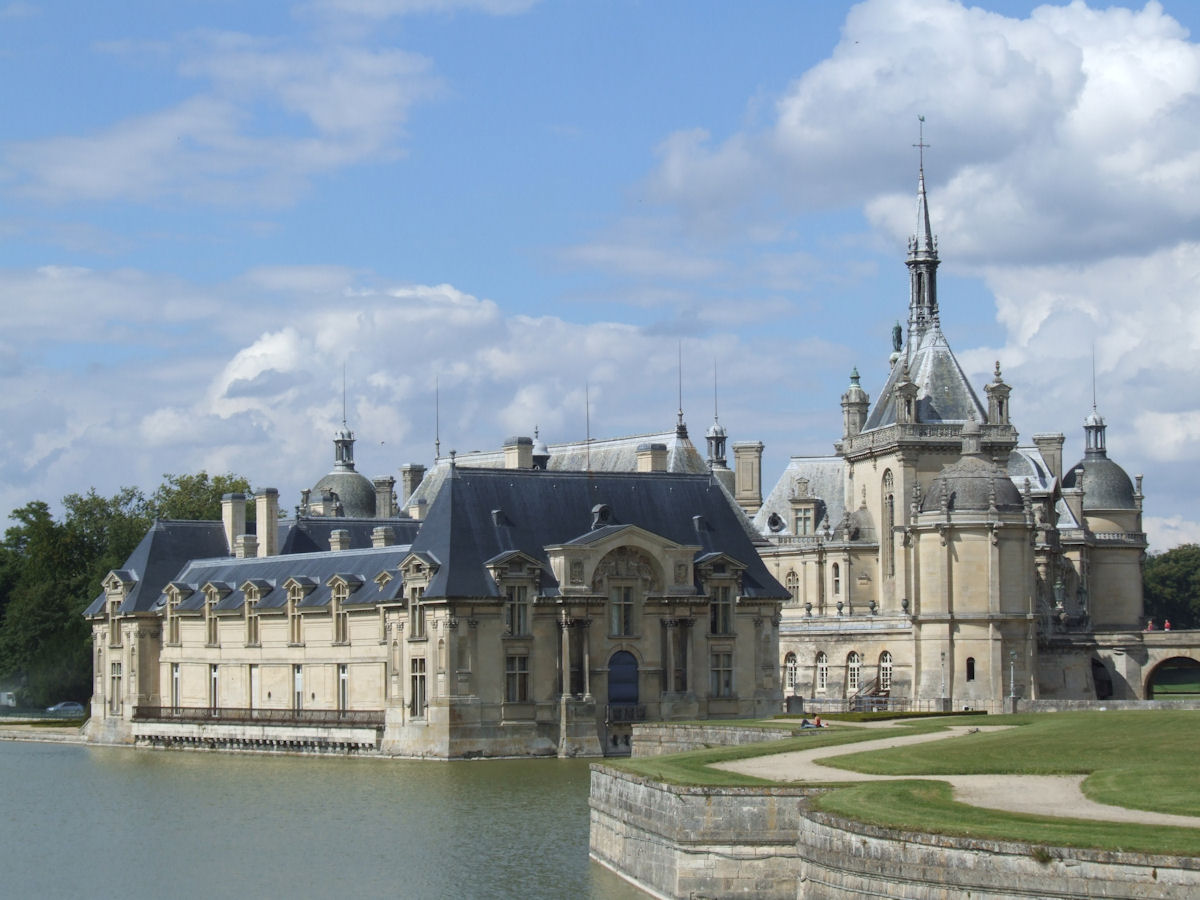
Château de Chantilly

### Beffrois et hôtels de ville
La région se distingue par l'inscription au patrimoine de l'Unesco de bon nombre de ses beffrois. On trouve parmi ceux-ci le beffroi de la chambre de commerce de Lille, celui de l'hôtel de ville d'Arras, ceux d'Abbeville, d'Amiens, de Béthune, de Dunkerque, de Cambrai. Cependant, tous les beffrois des Hauts-de-France ne sont pas inscrits au patrimoine de l'Unesco, il en est de ceux de l'hôtel de ville de Compiègne et de l'hôtel de ville du Touquet-Paris-Plage.

## Littérature
Plusieurs œuvres littéraires évoquent les territoires qui constituent la région des Hauts-de-France. À commencer par Les Misérables de Victor Hugo, dont plusieurs chapitres de la première partie prennent pour théâtre la ville de Montreuil-sur-Mer, d'où est originaire Fantine, et où se fixe Jean Valjean, dont les origines se trouvent aussi dans les Hauts-de-France, à Faverolles dans l'Aisne.
La douaisienne Marceline Desbordes-Valmore évoque à plusieurs reprises sa ville natale. Le romancier Georges Bernanos place l'action de plusieurs de ses romans dans des villages du Pas-de-Calais. L'écrivain réaliste Champfleury attaque la bourgeoisie de Laon dans ses Bourgeois de Molinchart et ses Souffrances du professeur Delteil. La première partie de la Manon Lescaut (1731) de l'abbé Prévost, hesdinois, se déroule à Amiens, d'où est originaire Des Grieux. La romancière Hélisenne de Crenne (XVIe siècle) dissimule plusieurs anagrammes de sa région natale dans ses Angoisses douloureuses qui procèdent d'amour. Le boulonnais Sainte-Beuve fait de son Joseph Delorme un poète fictif originaire de la Somme.

Dans Les Trois Mousquetaires d'Alexandre Dumas, originaire de l'Aisne, certaines péripéties se déroulent dans des villes des Hauts-de-France (Béthune, Crèvecœur-le-Grand, Amiens, Calais, Chantilly). Gérard de Nerval rédige dans Les Filles du feu une nouvelle dénommée Chansons et légendes du Valois. Les romans de Maxence Van der Meersch prennent souvent pour cadre le nord des Hauts-de-France dans La Maison dans la dune, Invasion 14 ou La Fille pauvre.

Exemples d'épisodes littéraires ayant lieu dans les Hauts-de-France
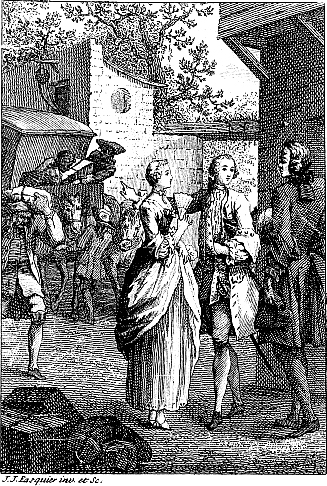
La rencontre entre Des Grieux et Manon Lescaut à Amiens.
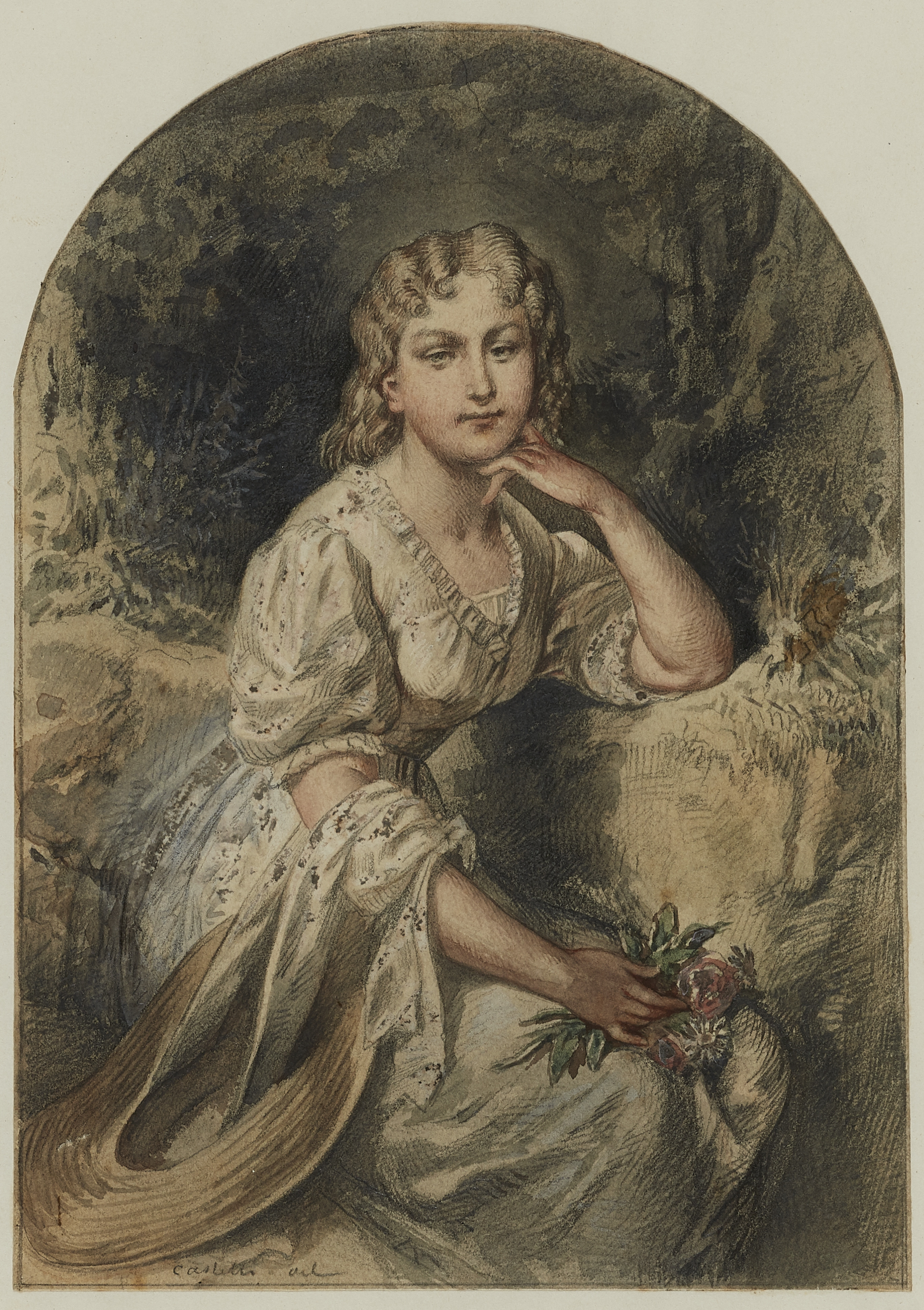
La montreuilloise Fantine
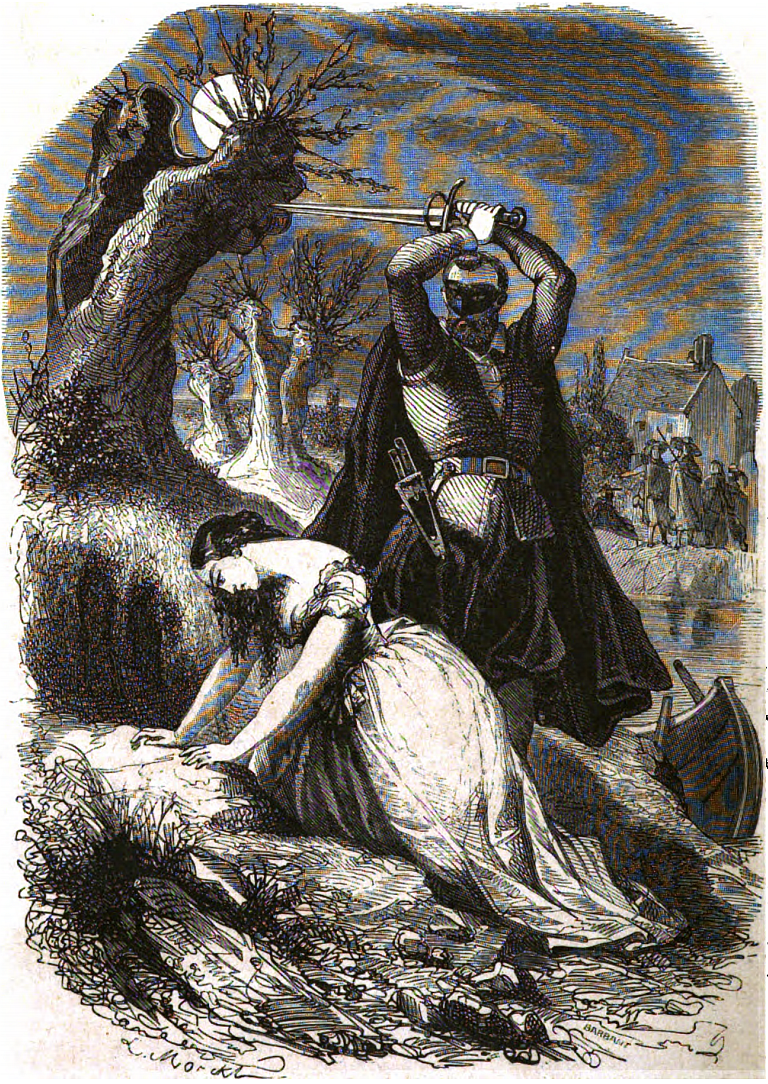
La mise à mort de Milady de Winter à Armentières
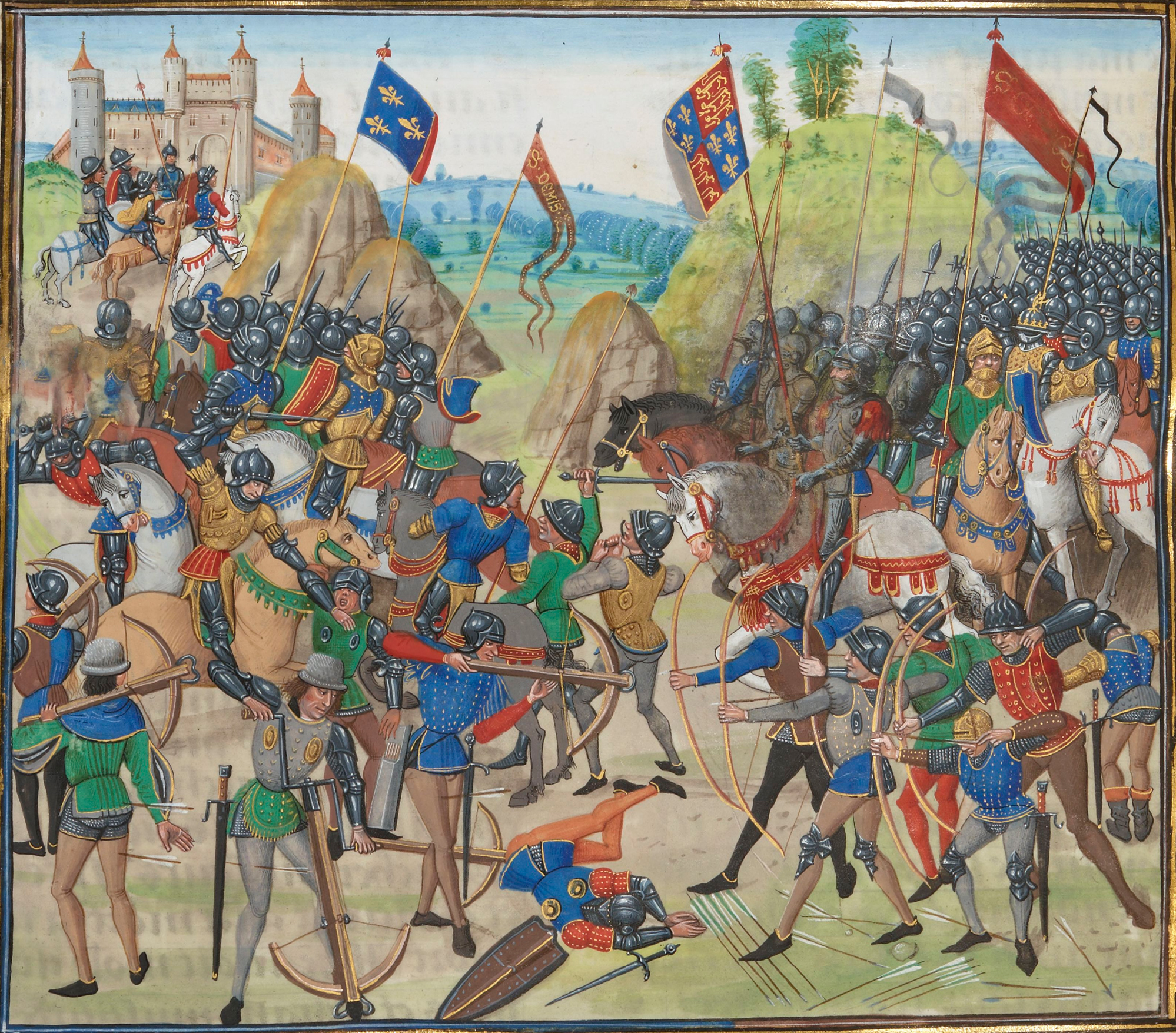
La bataille de Crécy-en-Ponthieu dans les Chroniques de Froissart.

## Patrimoine linguistique
La région des Hauts-de-France dispose principalement de deux langues régionales : le picard et le flamand. Le premier est répandu dans diverses sections des cinq départements, tandis que le second est présent dans l'arrondissement de Dunkerque.

### Littérature de langue régionale
La présence des dialectes picard et flamand a donné naissance à une littérature en langue régionale au fil des siècles. On peut citer parmi les écrivains de langue picarde Hector Crinon, Philéas Lebesgue, Jules Watteeuw ou Édouard David. La littérature en flamand occidental produite dans la région est notamment illustrée par l’œuvre de Michel de Swaen, dramaturge et poète dunkerquois de langue néerlandaise.

## Folklore
On retrouve dans les Hauts-de-France plusieurs éléments de folklores traditionnellement picards, flamands ou autres. Des auteurs comme Henri Carnoy ou Charles Deulin ont collecté et couché par écrit plusieurs contes traditionnels récoltés dans ce qui constitue l'actuelle région. Des noms comme la blanque jument, la sorcière Marie Grouette ou Grauette renvoient à des exemples de personnages légendaires répandus dans les Hauts-de-France.